# Pont suspendu

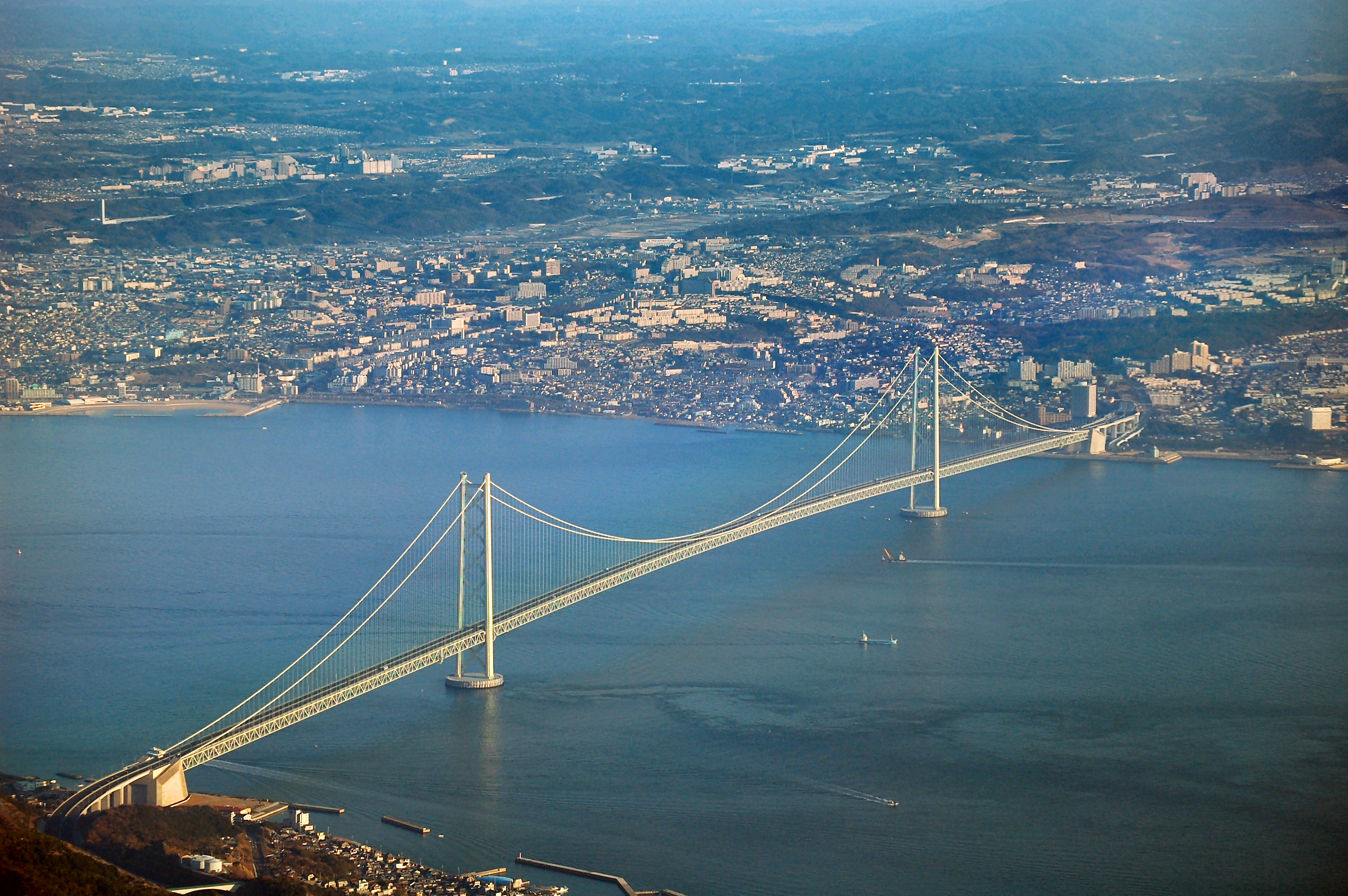
Le pont du détroit d'Akashi a la 2e plus grande portée, toutes catégories de ponts confondues.

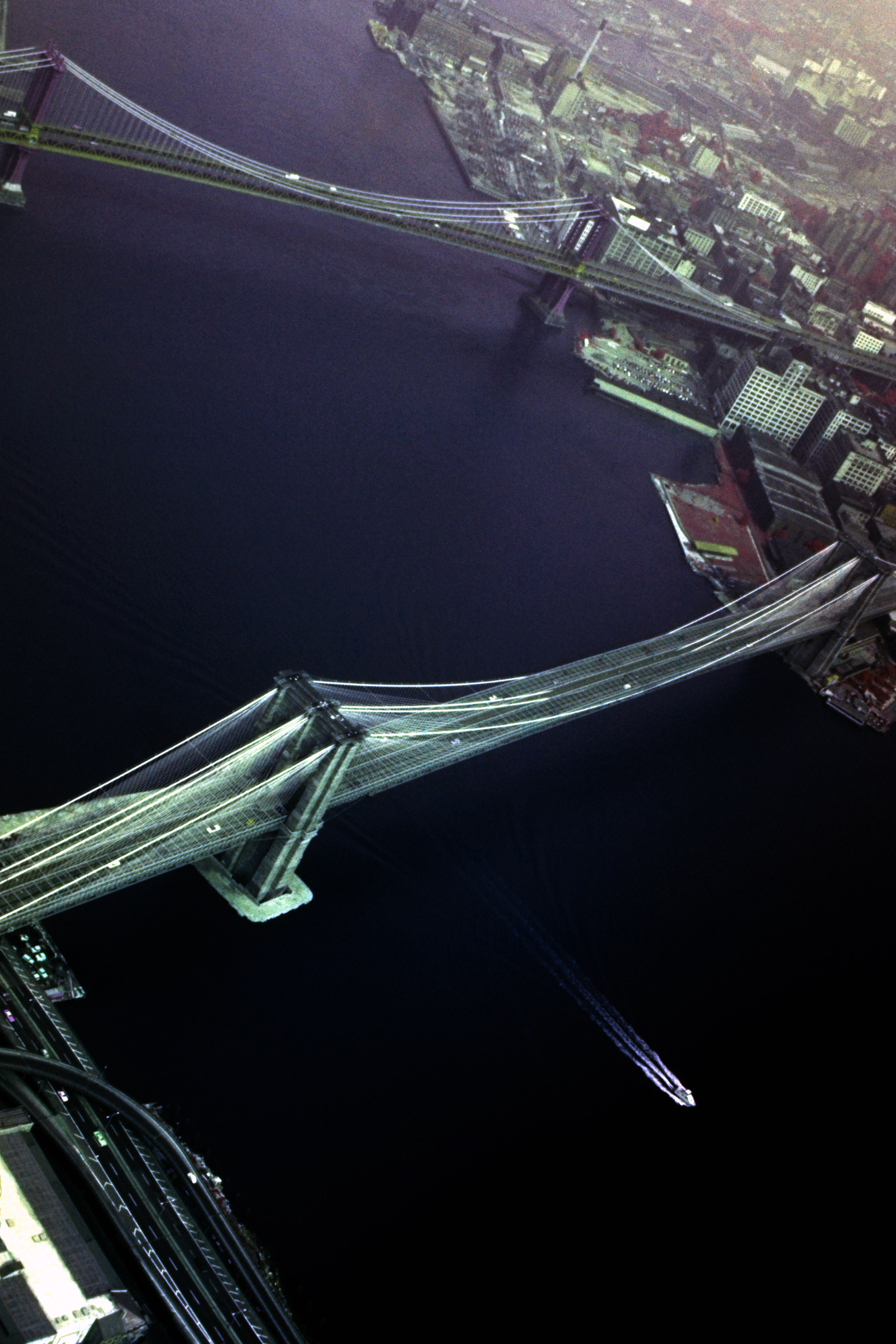
Vue aérienne des ponts de Brooklyn à New York.

Un pont suspendu à câbles porteurs est un ouvrage métallique dont le tablier est attaché par l'intermédiaire de tiges de suspension verticales à un certain nombre de câbles flexibles ou de chaînes dont les extrémités sont reliées aux culées sur les berges.
Contrairement à tous les autres ponts, les ponts suspendus exercent une traction horizontale sur leur point d'appui.
Les premières formes de pont suspendu sont apparues en Chine au Ier siècle apr. J.-C.
James Finley est considéré comme le premier concepteur et constructeur des ponts suspendus modernes constitués d'une suspension par des câbles principaux prenant appui sur les têtes de pylônes, ancrés dans des massifs à leurs extrémités et reprenant les chargements d'un tablier rigide par des suspentes verticales qui sont décrits dans un brevet déposé en 1808.
La structure d'un pont suspendu lui permet d'avoir des portées importantes mais, en contrepartie, présente un certain nombre d'inconvénients.

## Inconvénients

### Les déformations dues à la souplesse de l'ouvrage
Les dispositions techniques de ces ouvrages, d'abord légers et assez mobiles, ont évolué pour en faire des ouvrages de déformation comparables (quoique plus grandes) à celles des ponts rigides. Au début, le tablier n'avait pas de rigidité propre et subissait tous les mouvements du câble (qui étaient très importants) au passage des surcharges et du vent. Par la suite, ces mouvements ont été réduits par l'emploi de haubans fixés directement aux pylônes, qui immobilisaient le tablier à leur point d'attache. Enfin, on a rendu le tablier rigide (emploi de poutre de rigidité), ce qui, en répartissant l'action des surcharges sur l'ensemble des suspentes, a assuré une stabilité de forme à la construction.

### Autres inconvénients
- Il nécessite la présence de massifs d'ancrage imposants et lourds, indispensables pour retenir les forces considérables qui s'exercent, ce qui le lie fonctionnellement à la géologie du sol qui va le supporter. Cependant il existe des ponts suspendus auto-ancrés : la composante horizontale de l'effort de traction dans le câble de suspension est reprise par compression du tablier, la reprise de la composante verticale suppose de lier le tablier à un contrepoids permettant de l'équilibrer.
- La stabilité aérodynamique du tablier mal étudiée peut provoquer son effondrement : le pont du détroit de Tacoma, inauguré le 1er juillet 1940, s'effondra le 7 novembre 1940 sous l'effet d'un vent de seulement 60 km/h.

Schéma d'un pont suspendu.

- Il faut un certain temps pour changer les câbles puisqu'il faut mettre le nouveau câble, transférer les charges du tablier au nouveau câble en plaçant des nouvelles suspentes et, quand le transfert est terminé, enlever l'ancien câble. Pour les travaux du pont, il faut environ deux mois, et la circulation doit alors être arrêtée ou limitée.
- Une surveillance des phénomènes de corrosion sous tension des câbles porteurs, surtout sur les ponts anciens.

## Histoire

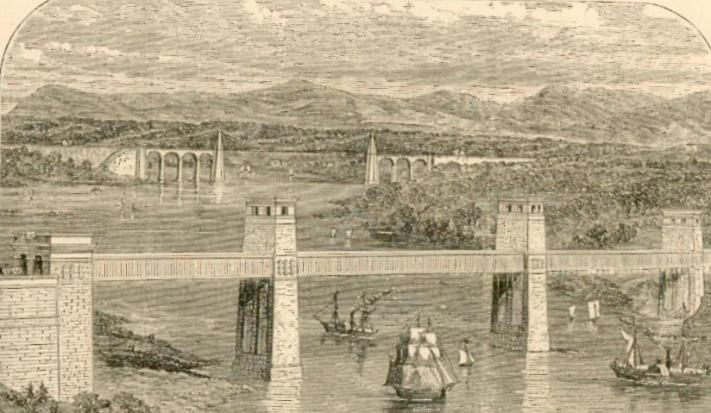
Au fond, pont suspendu de Menai (Thomas Telford, 1826). Au premier plan, pont tubulaire Britannia (Robert Stephenson, 1850). Vue vers 1850.

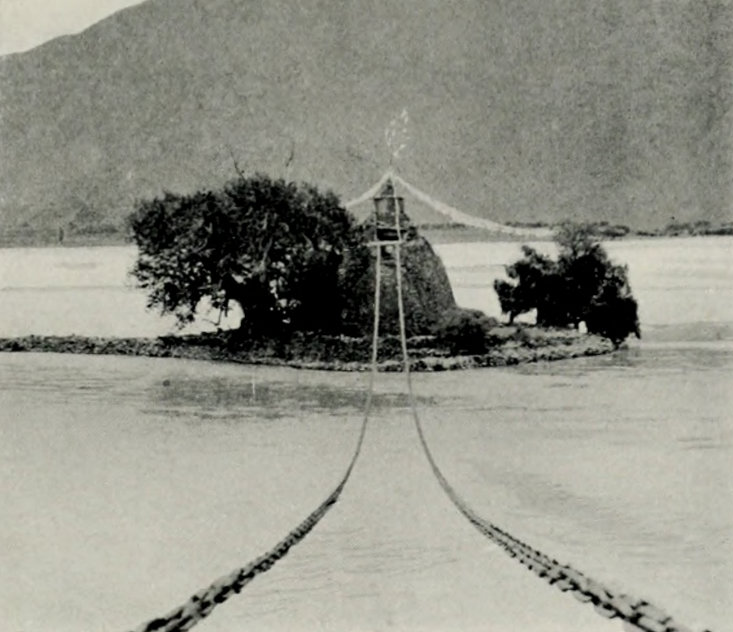
Pont suspendu de Chaksam en fer construit en 1430 par Thang Tong Gyalpo au Tibet.

Le pont suspendu fut très tôt un moyen de franchissement traditionnel en Chine ancienne et chez les Incas en Amérique précolombienne, principalement dans les régions montagneuses où se présentait la difficulté de gorges à franchir. On en connait également dans l'Himalaya. Ainsi on estime que l'on trouvait plus de 200 ponts suspendus chez les Incas au XVIe siècle à l'arrivée des Espagnols, pièces maîtresses du vaste réseau de chemins de l'empire amérindien. Ils atteignaient couramment les 50 mètres de longueur, probablement plus, soit plus long qu'aucune arche de maçonnerie européenne de l'époque. Seule l'apparition du pont à structure métallique permettra de dépasser cette distance de franchissement sans pilier intermédiaire. Les Incas furent la seule civilisation amérindienne à développer de tels ponts suspendus. En Chine cette technique était plus ancienne et on trouvait déjà des ponts suspendus avec des chaînes d'acier au IIIe siècle av. J.-C. Les Tibétains construisent des ponts à chaînes dès le sixième siècle de notre ère.
Cependant, ces ponts anciens étaient le plus souvent composés de lianes, et d'un tablier en bois posés dessus, permettant le passage d'une charge modeste avec une structure de pont légère donnant à ces ponts une structure de ponts caténaires, aussi appelés ponts de singe.

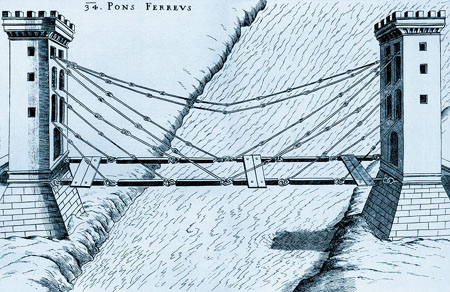
Premier dessin d'un pont à haubans par Fausto Veranzio, vers 1595/1616.

Dès 1595, des représentations d'un pont dont le tablier est suspendu par des chaines, dont la conception est plus proche d'un pont à haubans, apparaissent dans le Machinae Novae (Venise, 1595) de Fausto Veranzio.

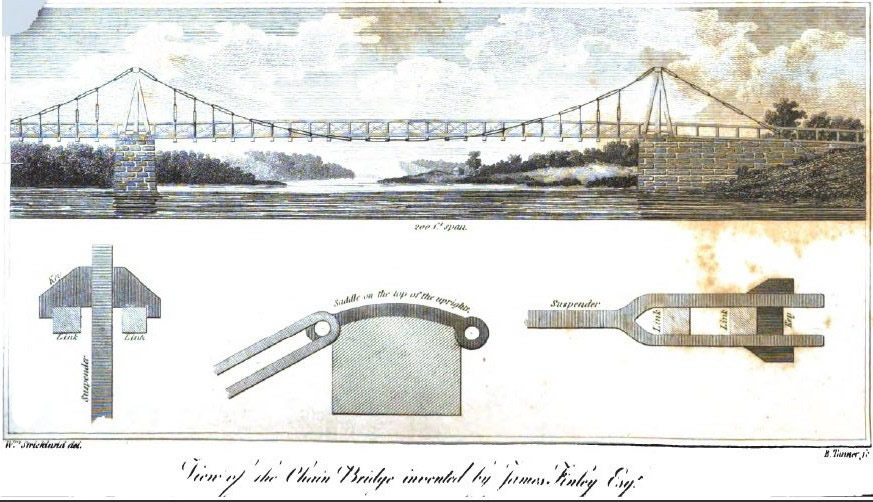
"View of the Chain Bridge invented by James Finley Esqr." (1810), gravure de William Strickland, publiée dans un article du journal de Philadelphie et New York, The Port Folio, en juin 1810.

L'histoire retient toutefois que c'est en Amérique que naît le pont suspendu moderne. Un juge, James Finley, a l'idée d'un pont suspendu avec des chaînes en fer forgé. Le pont Jacob's Creek (en) est achevé en 1802, à l'ouest de la Pennsylvanie. James Finley, devant le succès de cette formule qui permet un pont peu coûteux et facile à construire, a déposé un brevet en 1808. Une première génération de ponts voit le jour à partir de 1810. La portée se situe entre 15 et 50 mètres maximum. Mais l'utilisation des ponts fait apparaître un problème d'oscillation : le pont entre facilement en résonance, et la pression qui s'exerce sur les chaînes les fait céder. À cette époque le savoir-faire américain en ingénierie et dans la qualité du fer forgé est encore trop faible. Le développement des ponts est limité en taille, et en charge. De nombreux accidents interrompent le succès naissant du pont suspendu.

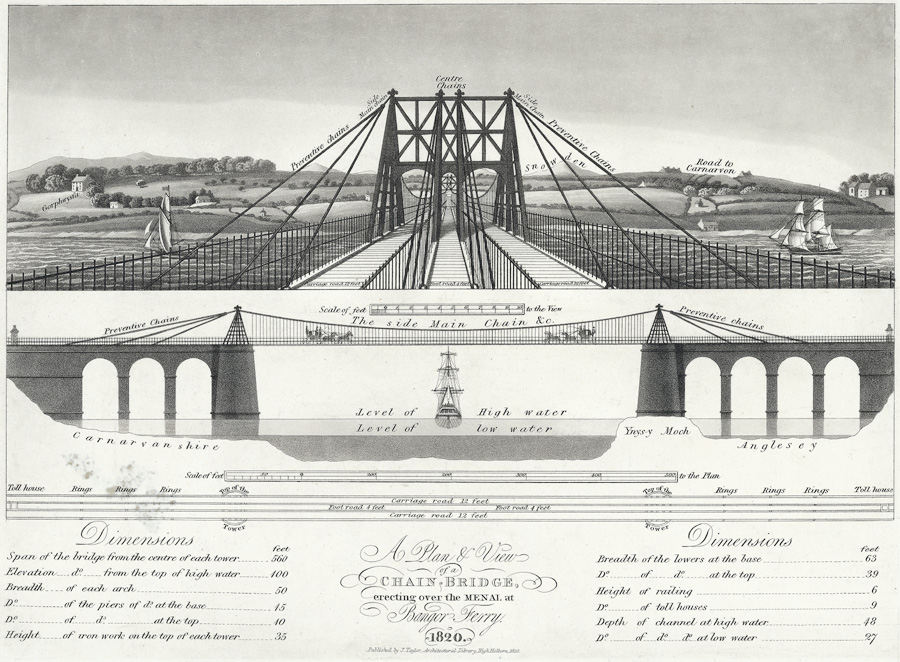
Le pont suspendu de Menai en 1820
Thomas Telford.

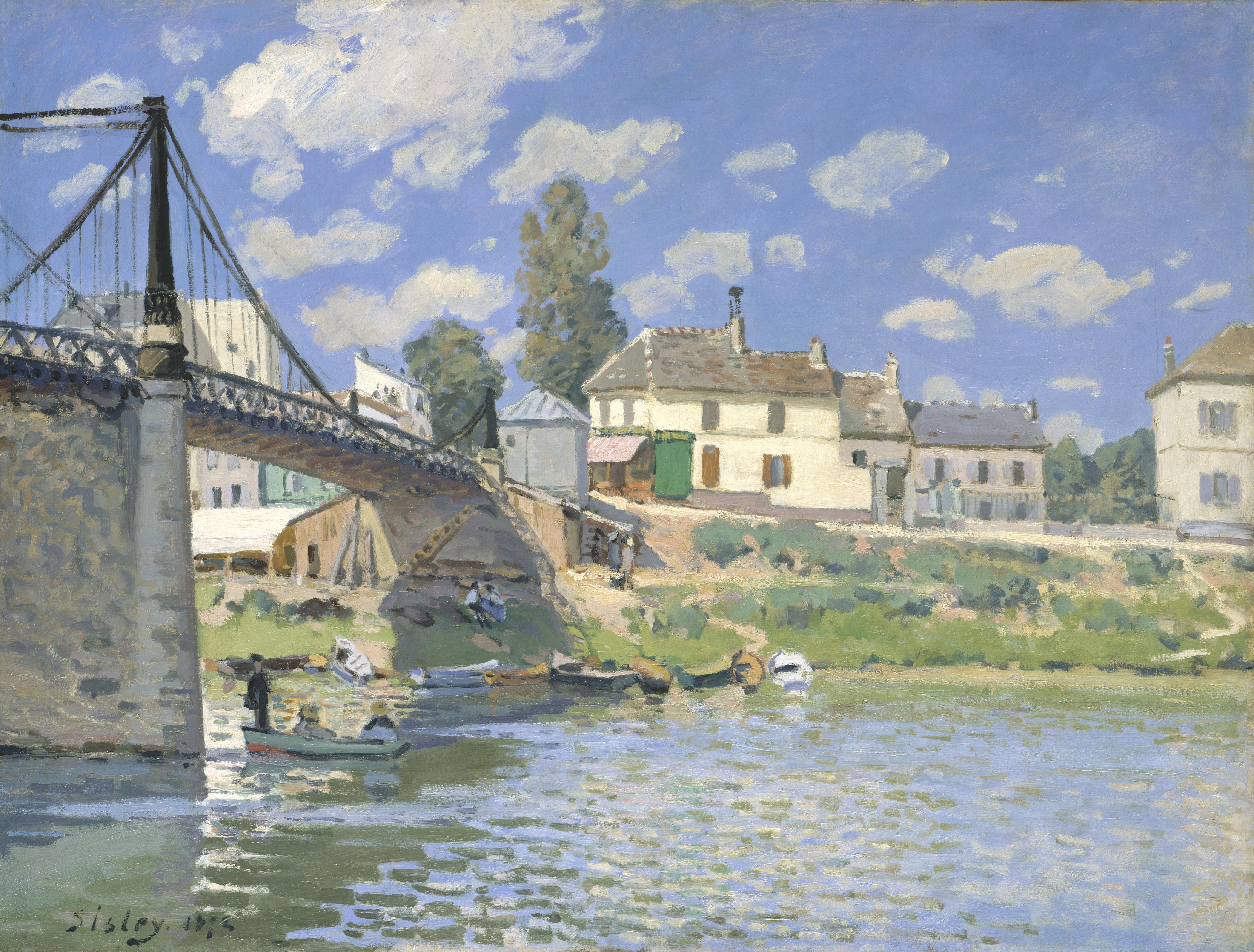
Le Pont de Villeneuve-la-Garenne (construit en 1844), peint en 1872 par Alfred Sisley.

La technique va alors franchir l'Atlantique, pour trouver de nouveaux adeptes chez les Britanniques, qui possèdent une énorme avance dans la métallurgie. En 1816, l'officier de la Royal Navy Samuel Brown (1776-1852) imagina de substituer aux câbles de vaisseaux des chaînes en fer. La société qu'il fonde, la Brown Lenox & Co Ltd fournira toutes les chaînes de la Royal Navy jusqu'en 1916 et il réalise les chaînes pour le SS Great Eastern de Isambard Kingdom Brunel, immortalisées par le photographe Robert Howlett. De cette application du fer datent en Angleterre une foule de recherches et d'expériences sur la force et la traction du fer et sur ses diverses qualités. Les chaînes sont considérablement améliorées. En conséquence, les ponts suspendus deviennent très ambitieux. Les premiers ponts britanniques sont construits vers 1815 et les dimensions ne cessent de croître. Brown dépose un brevet pour la fabrication de chaînes en 1816 et des maillons brevetés en fer forgé pour un pont suspendu en 1817. Il construit différents ponts (Union Bridge (Tweed) (en), 1820) qui rencontrent l'approbation de John Rennie et Thomas Telford. En 1826, le célèbre ingénieur Thomas Telford construit le pont suspendu de Menai (Menai Bridge), de 125 mètres de portée, qui permet le passage des bateaux à voiles. C'est alors le plus grand pont du monde, la plupart des ponts de l'époque se situant entre 70 et 100 mètres de portée. Le pont suspendu est le seul moyen pour atteindre de telles longueurs, et devient monument à la gloire du progrès, en pleine révolution industrielle européenne.
C'est justement l'essor européen de celle-ci qui exporte le pont suspendu sur le continent. En France, la technologie est connue au travers des exploits britanniques relatés dans les journaux. Une mission d'étude des Ponts et Chaussées est menée en 1821, sans aboutir. Le territoire contient un des fleuves les plus difficilement franchissables à l'époque : le Rhône. Les ponts sont très peu nombreux : trois, dont un rompu (le pont d'Avignon) entre Lyon et l'estuaire. En effet, le fleuve est large, très puissant, et ne connaît pas de baisse notable de son flux puisque subissant la fonte des neiges. Sans saison « sèche », il est donc impossible d'édifier des piles selon la méthode éprouvée. La compagnie Jules Seguin (Annonay, Ardèche), dirigée par Jules et Marc Seguin, propose donc un projet innovant en 1822 : le pont suspendu de Tournon. L'entreprise comprend très vite qu'un pont suspendu classique est impossible en France du fait de la qualité médiocre des chaînes. On tente alors de les remplacer par des faisceaux de fils de fer. C'est la naissance du câble. Après plusieurs essais et un refus des Ponts et Chaussées, le projet est finalement accepté.

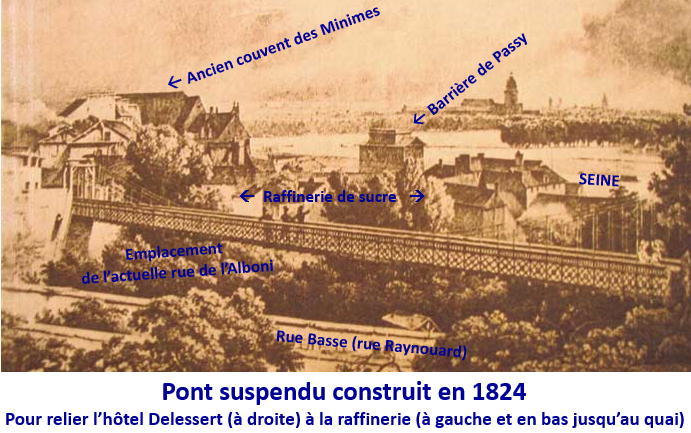
Pont suspendu Delessert.

Entre-temps, un pont suspendu, le premier réalisé en France vers 1824, avait été construit à Passy près de Paris à l'initiative de Benjamin Delessert. Ce n'était cependant qu'une passerelle piétonnière d'une largeur de 1,20 mètre et de 52 mètres de longueur.
À l'innovation des câbles est ajoutée l'utilisation de béton hydraulique pour les fondations, du béton armé (25 ans avant les premiers brevets) pour les superstructures, et des structures de renforcement rigidifient le tablier en bois. Le pont suspendu a pris sa forme moderne.

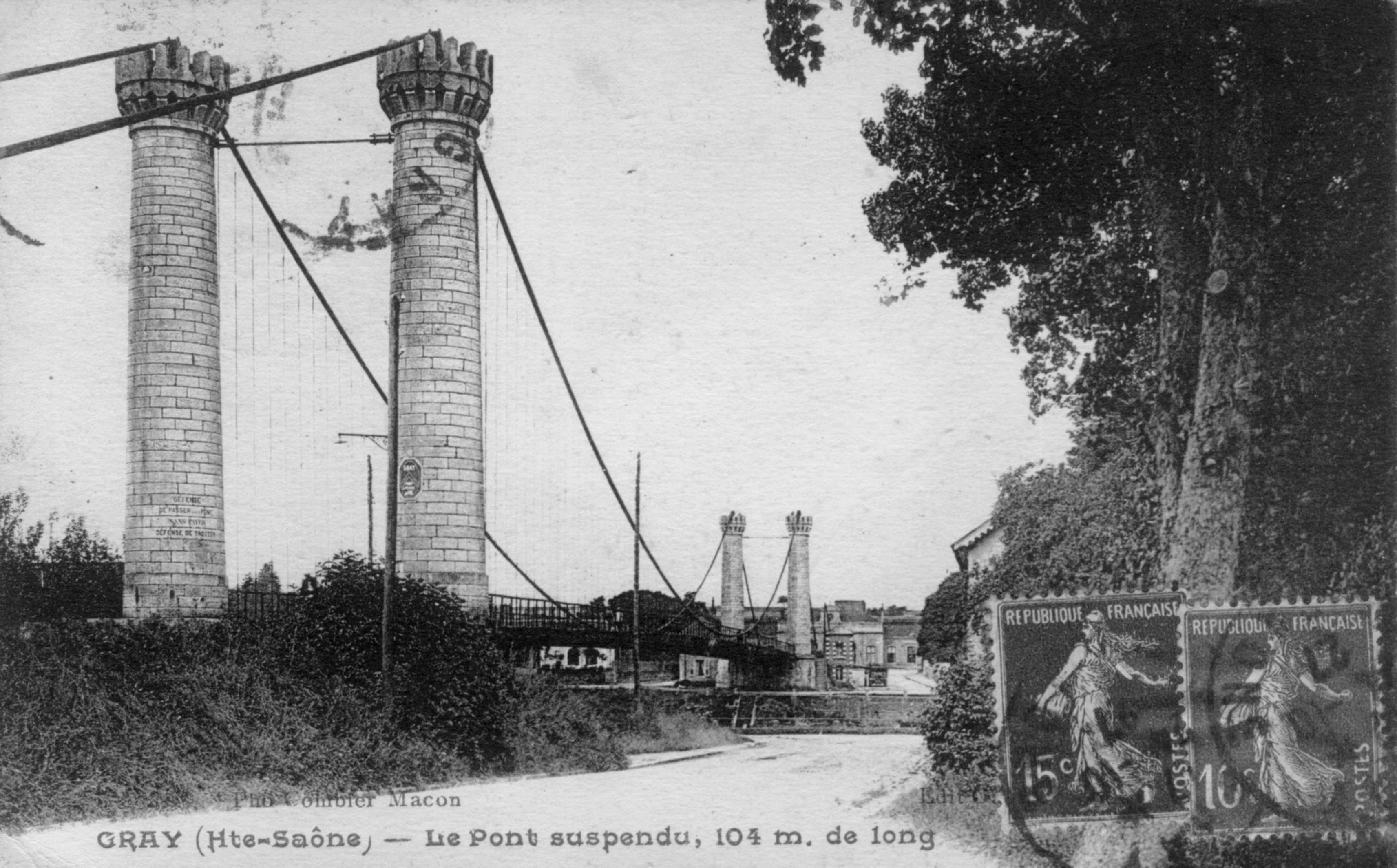
Gray : le pont suspendu long de 104 mètres.

En 1823 est construit à Genève la passerelle de Saint-Antoine, puis dès 1832 à Fribourg le grand pont suspendu dont les câbles en fils tréfilés à 87 kilos de rupture, et utilisés à 27 kilos (fils parallèles) permettent d'atteindre 273 mètres de portée. De nombreux ponts légers sont ainsi construits : Bercy et Constantine à Paris (101 mètres), Gray, Châteaulin, La Roche-Bernard… mais ces ouvrages étaient très mobiles et les charges de circulation devaient y être limitées. Ils subirent une éclipse en France jusqu'au moment où la création de la poutre de rigidité permit de réaliser des ouvrages d'une tenue comparable à celle des ponts en charpente.
En 1832, Henri Navier établit les premières règles de calcul des ponts suspendus.
D'après un premier décompte, environ 400 ponts furent construits pendant ce XIXe siècle, presque tous entre 1825 et 1850. Ces réalisations sont souvent toujours en place.
Toutefois, à Toulouse, le pont suspendu Saint-Pierre s'est effondré pendant la crue des années 1870, après qu'une des colonnes de fonte a cédé.

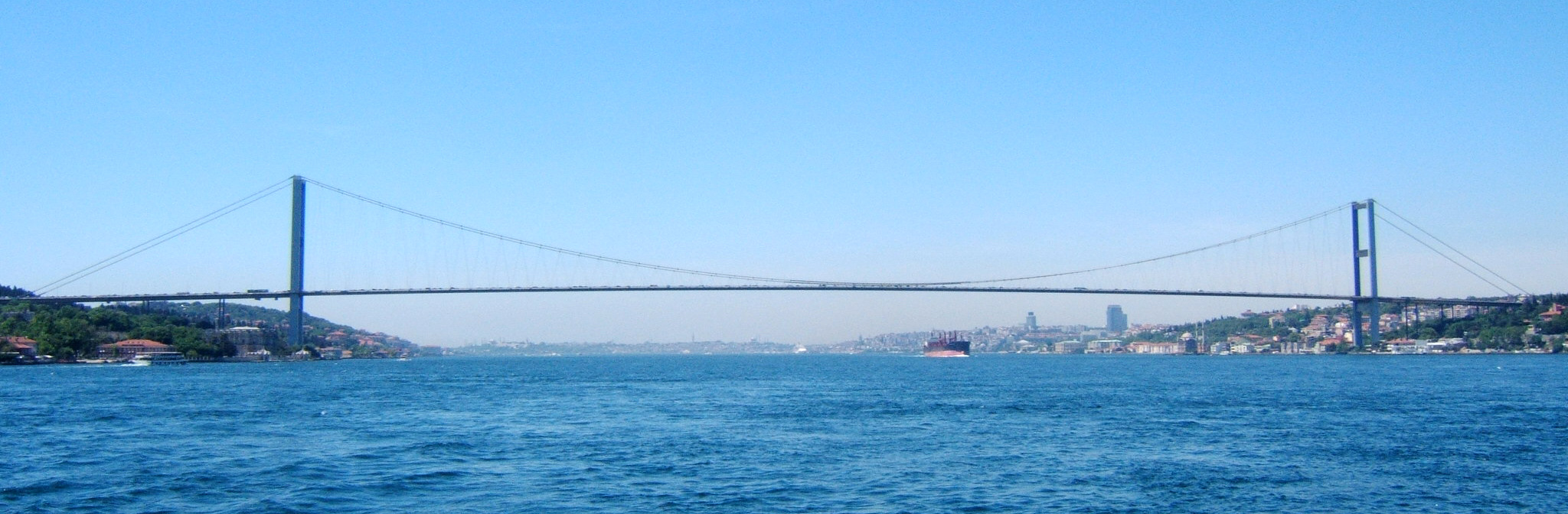
Le pont du Bosphore, à Istanbul.

## Typologie des ponts suspendus

### Selon la forme
Les ponts suspendus se présentent sous trois formes selon que la travée de rive est suspendue ou non :
- Les ponts à travée suspendue unique avec câble d'ancrage direct sur rive (travée de rive, si elle existe, franchie par des tabliers en charpente), donnant des travées de rives réduites ;

Pont suspendu à travée unique, avec ancrage sur les rives par des câbles d'ancrage.

- Les ponts à trois travées suspendues (travées centrale et de rives), forme normale du pont suspendu qui doit être un ouvrage de grande portée, donc à travée de rive importante et qu'il faut également suspendre.

Pont à trois travées suspendues (pont du détroit d'Akashi, Japon).

- Les formes avec l'une ou l'autre disposition de rive, mais à travées multiples correspondant aux très longs ponts, ou à ceux permettant des appuis intermédiaires faciles,

Pont à trois travées, travée latérale gauche suspendue, travée latérale droite en poutre (pont de Xihoumen, Chine).

### Selon la rigidité
On distingue :
- Les ponts suspendus flexibles, soutenus par des câbles ou chaînes parfaitement flexibles ;
- Les ponts suspendus rigides où le câble flexible est remplacé par deux poutres rigides articulées chacune avec une culée, et réunies aussi l'une à l'autre par une articulation placée au milieu de la portée.

## Éléments composant un pont suspendu
Les parties composant un pont suspendu sont :
- Le tablier qui supporte la chaussée ;
- Les suspentes, tiges verticales reliant le tablier aux câbles porteurs ;
- Les câbles de retenue ou câbles porteurs qui reprennent les efforts transmis par les suspentes ;
- Les câbles d'équilibre, qui assurent l'équilibre dans le cas d'un pont flexible à travées multiples ;
- Les câbles d'ancrage (uniquement dans certains cas), qui relient les câbles de retenue au massif d'ancrage ;
- Les pylônes sur lesquels s'appuient les câbles ;
- Les selles ou sellettes, pièces spéciales disposées au sommet des pylônes, et qui servent à fixer ou à soutenir les câbles en ces endroits ;

Les composants d'un pont suspendu.

- Les massifs d'ancrage.

## Indicateurs caractérisant un pont suspendu
Deux indicateurs caractérisent un pont suspendu :
- sa portée, qui est égale à sa longueur L dans le cas d'un pont suspendu à une travée, sans travée de rive.
- sa flèche (f), qui est la distance entre le milieu de la corde joignant les sommets des deux pylônes et le milieu du câble de retenue (ou câble porteur).

Pour les ponts de petite et moyenne portée, on a en général la relation suivante entre ces deux indicateurs:

Les indicateurs d'un pont suspendu.

## Plus grands ponts suspendus
Les ponts suspendus sont classés généralement selon leur portée principale, à savoir la longueur de la travée principale (plus grande distance entre pylônes).
| Image | Nom                             | Portée principale (mètres) | Longueur (mètres) | Terminé en | Localisation                                                                 | Pays         |
| ----- | ------------------------------- | -------------------------- | ----------------- | ---------- | ---------------------------------------------------------------------------- | ------------ |
|       | Pont du détroit des Dardanelles | 2023                       | +03 869,          | 2022       | Gelibolu - Lapseki (Marmara) 40° 20′ 18″ N, 26° 37′ 58″ E                    | Turquie      |
|       | Pont du détroit d'Akashi        | 1991                       | +03 911, ()       | 1998       | Kobe / Île d'Awaji (Hyōgo) 34° 37′ 00″ N, 135° 01′ 18″ E                     | Japon        |
|       | Pont de Xihoumen                | 1650                       | +05 452,          | 2009       | Île de Jintang / Île Cezi (Zhejiang) 30° 03′ 42″ N, 121° 54′ 23″ E           | Chine        |
|       | Pont est du Grand Belt          | 1624                       | +06 790,          | 1998       | Korsør / Sprogø (Sjælland) 55° 20′ 31″ N, 11° 02′ 08″ E                      | Danemark     |
|       | Pont Osman Gazi                 | 1550                       | +04 000,          | 2016       | Dilovası - Altınova (Marmara) 40° 45′ 15″ N, 29° 30′ 55″ E                   | Turquie      |
|       | Pont Yi Sun-sin                 | 1545                       | +02 260,          | 2012       | Gwangyang (Jeollanam) 34° 54′ 21,4″ N, 127° 42′ 18,1″ E                      | Corée du Sud |
|       | Pont Runyang                    | 1490                       | +07 210,          | 2005       | Yangzhou / Zhenjiang (Jiangsu) 32° 12′ 28″ N, 119° 21′ 47″ E                 | Chine        |
|       | Pont du lac Dongting (zh)       | 1480                       | +02 390,          | 2018       | Lac Dongting (Hunan) 29° 25′ 23″ N, 113° 07′ 31″ E                           | Chine        |
|       | Quatrième pont de Nankin        | 1418                       | +05 437,          | 2012       | Nankin (Jiangsu) 32° 10′ 39,9″ N, 118° 56′ 24,5″ E                           | Chine        |
|       | Pont du Humber                  | 1410                       | +02 220,          | 1981       | Hessle / Barton-sur-Humber (Yorkshire et Humber) 53° 42′ 30″ N, 0° 27′ 01″ O | Royaume-Uni  |
|       | Pont Yavuz Sultan Selim         | 1408                       | +02 164,          | 2016       | Istanbul (Bosphore) 41° 12′ 10″ N, 29° 06′ 41″ E                             | Turquie      |
|       | Pont de Jiangyin                | 1385                       | +03 071,          | 1999       | Jiangyin / Jingjiang (Jiangsu) 31° 56′ 44″ N, 120° 16′ 10″ E                 | Chine        |
|       | Pont Tsing Ma                   | 1377                       | +03 523,          | 1997       | Île Tsing Yi / Île Ma Wan 22° 21′ 05″ N, 114° 04′ 27″ E                      | Hong Kong    |
|       | Pont de Hardanger               | 1310                       | +01 380,          | 2013       | Bruravik - Brimnes (Hordaland) 60° 28′ 42,9″ N, 6° 49′ 47,2″ E               | Norvège      |
|       | Pont Verrazano-Narrows          | 1298                       | +04 175,          | 1964       | New York (État de New York) 40° 36′ 22″ N, 74° 02′ 45″ O                     | États-Unis   |
|       | Golden Gate Bridge              | 1280                       | +02 737,          | 1937       | San Francisco - Sausalito (Californie) 37° 49′ 09,5″ N, 122° 28′ 43,9″ O     | États-Unis   |